# 抱きしめたい (1978年の映画)
『抱きしめたい』（原題：I Wanna Hold Your Hand） は、1978年のアメリカ映画。ロバート・ゼメキスの初監督作品である。タイトルはビートルズの楽曲「抱きしめたい」より。
日本ではジョンの暗殺直後の1981年に封切られた。

## ストーリー
1964年にニューヨークやってきたビートルズを見に行こうとするニュージャージー州の田舎町の若者を描く。

## キャスト
- ナンシー・アレン
- スーザン・ケンダル・ニューマン
- テレサ・サルダナ
- ウェンディ・ジョー・スパーバー
- ボビー・ディ・シッコ
- マーク・マクルーア
- エディ・ディーゼン
- ディック・ミラー
- クリスティーヌ・デ・ベル
- ザ・ビートルズ（映像）
- マレー・ザ・Ｋ

## スタッフ
- 監督：ロバート・ゼメキス
- SFX：アルバート・ウィトロック
- 美術：ピーター・ジェイミソン
- セット：ジョン・ドワイヤー
- 日本語字幕：岡枝慎二